# 赛冲
赛冲（1945年2月5日—）柬埔寨政治人物，目前担任柬埔寨人民党副主席，曾任柬埔寨参议院议长、磅士卑省省长、农业部部长、柬埔寨参议院第一副议长，他的儿子赛松欧，于2013年被任命为环保部长。

## 经历
2003年，他代表柬埔寨人民党当选为磅士卑省国民议员。
2015年6月9日，原柬埔寨参议院谢辛亲王逝世后，当选柬埔寨参议院议长。
2015年6月14日，由柬埔寨国王西哈莫尼封为亲王（高棉封号：សម្ដេចវិបុលសេនាភក្ដី សាយ ឈុំ）。